# Haa Alif
Thiladhunmathi Uthuruburi (Nord-Thiladhunmathi-Atoll), mit der Thaana-Kurzbezeichnung ހއ (Haa Alif bzw. Haa Alifu), ist das nördlichste Verwaltungsatoll (Distrikt) der Malediven.
Es umfasst das Ihavandhippolhu-Atoll sowie den nördlichsten Teil des sehr großen Thiladhunmathi-Miladummadulhu-Atolls. Die Einwohnerzahl beträgt etwa 13.300 (Stand 2006).
15 Inseln sind bewohnt, neben dem Verwaltungshauptort auf der Insel Dhidhdhoo im Norden des Thiladhunmathi-Atolls (2512 Einwohner) sind dies Baarah, Filadhoo, Hoarafushi, Ihavandhoo, Hathifushi, Kelaa, Maarandhoo, Mulhadhoo, Muraidhoo, Thakandhoo, Thuraakunu, Uligamu, Utheemu und Vashafaru. Insgesamt umfasst der Distrikt 43 Inseln.
Im Süden schließt sich die Provinz Haa Dhaalu an, zu der u. a. ein größerer Nordteil des Thiladhunmathi-Miladummadulhu-Atolls gehört.